# فرانك بيريا
فرانك بيريا (بالفرنسية: Franck Béria)‏ (مواليد 23 مايو 1983 في أرجنتيويل - فرنسا) لاعب كرة قدم فرنسي يلعب حاليا لصالح نادي الدرجة الأولى ليل الفرنسي منذ 2007 في مركز قلب الدفاع. .

## روابط خارجية
- فرانك بيريا على موقع الاتحاد الأوربي (الإنجليزية)
- فرانك بيريا على موقع رابطة كرة القدم الفرنسية للمحترفين (الإنجليزية)
- فرانك بيريا على موقع قاعدة بيانات كرة القدم.إي يو (الإنجليزية)
- فرانك بيريا على موقع ليكيب (الفرنسية)
- فرانك بيريا على موقع Soccerway.com (الإنجليزية)
- فرانك بيريا على موقع كووورة
- فرانك بيريا على موقع AS.com (الإسبانية)